# 東華三院馮堯敬醫院
東華三院馮堯敬醫院（英語：TWGHs Fung Yiu King Hospital）是香港一所公營醫院，位於香港香港島南區薄扶林沙灣大口環道9號，由醫院管理局管理，隸屬港島西醫院聯網。醫院由東華三院設立，紀念永亨銀行創辦人、慈善家馮堯敬。現為一所有245張病床的護理醫院，專注為老人科的病人服務，為長者提供住院、長期護理、治療及康復服務。

## 歷史
東華三院馮堯敬醫院的前身為大口環護養院，1953年9月1日開幕，由署理華民政務司鶴健士主持開幕禮。護養院原為二戰後湧港的痲瘋病人收容所，只是東華義莊前的木屋三座，收容160人，全部支出由政府資助。
1952年，收容所的病人全部送往喜靈洲的新痲瘋醫院。大口環護養院遂增加醫療設備，並改稱東華醫院附設護養院。此時醫院設有86張病床，專門收容東華醫院的慢性病者，以舒緩東華醫院的擠迫情況。
1966年，大口環護養院新院舍開幕啟用，病床數增至323張。
1988年，醫院在得到馮堯敬慈善基金的捐款而全面翻新後，易名為馮堯敬療養院。1994年醫院管理局接手後，又更名東華三院馮堯敬醫院，沿用至今。

## 醫療服務
由於是老人復康醫院，醫院提供的服務也與之有關：
- 內科及老人科
- 骨科
- 護理部
- 物理治療部
- 職業治療部
- 藥劑部
- 醫務社工部
- 言語治療
- 放射治療部
- 足病診療部
- 義肢及矯形部
- 老人日間中心
- 港島西社區老人評估

## 交通
港鐵-港島缐堅尼地城站 A出口轉小巴

## 外部連結
- 東華三院馮堯敬醫院 （页面存档备份，存于）